# Morón de la Frontera
Morón de la Frontera város Spanyolországban, kb. 30 000 lakossal, 65,9 km-re Sevilla városától. Leginkább a tőle nyugatra található Morón légitámaszpontról ismert.
Legfontosabb látnivalói mór várának romjai, valamint a fő templom, a San Miguel-templom.

## Híres emberek
- Fernando Villalón, költő
- Diego del Gastor, gitáros
- Ramón Castellano de Torres, történész és festő
- Juan Antonio Carrillo Salcedo, jogoktató

## Népesség
A település lakosságának változását az alábbi diagram mutatja:
| Lakosok száma | 27 838 | 27 942 | 28 165 | 28 455 | 28 390 | 28 241 | 27 930 | 27 627 | 27 357 | 27 228 |
|               | 2001   | 2004   | 2007   | 2009   | 2012   | 2014   | 2017   | 2019   | 2022   | 2024   |

## Fordítás
- Ez a szócikk részben vagy egészben  a   Morón de la Frontera című angol Wikipédia-szócikk fordításán alapul.  Az eredeti cikk szerkesztőit annak laptörténete sorolja fel. Ez a jelzés csupán a megfogalmazás eredetét és a szerzői jogokat jelzi, nem szolgál a cikkben szereplő információk forrásmegjelöléseként.